# Laccophilus irroratus
Laccophilus irroratus är en skalbaggsart som beskrevs av Aubé 1838. Laccophilus irroratus ingår i släktet Laccophilus och familjen dykare. Inga underarter finns listade i Catalogue of Life.